# 延寧
延寧（えんねい）は、ベトナム後黎朝の仁宗が使用した元号。1454年 - 1459年。

## 西暦・干支との対照表
| 延寧 | 元年   | 2年    | 3年    | 4年    | 5年    | 6年    |
| 西暦 | 1454年 | 1455年 | 1456年 | 1457年 | 1458年 | 1459年 |
| 干支 | 甲戌   | 乙亥   | 丙子   | 丁丑   | 戊寅   | 己卯   |